# 마쓰다 리쿠 (1999년)
마쓰다 리쿠(일본어: 松田 陸, 1999년 5월 3일~)는 일본의 축구 선수이다.

## 구단 경력
그는 2018년 J1리그의 감바 오사카에 입단했고, 3년동안 팀에서 뛰었다. 2021년 J2리그의 츠바이겐 가나자와로 이적했다. 2022년까지 81경기에 출전하여, 2득점을 넣었다. 2023년 제프 유나이티드 지바로 이적했다.